# Sargeist
Sargeist ist eine finnische Black-Metal-Band aus Lappeenranta, Tampere, die 1999 gegründet wurde. Der Bandname ist an das Lied The Old Coffin Spirit von Rotting Christ angelehnt und von den beiden Wörtern Sarg und Geist abgeleitet. Die Gruppe war erst bloß als ein Nebenprojekt des Horna-Gründers und -Gitarristen Shatraug gedacht. Die Aussagen um die Gründung von Sargeist spalten sich.

## Geschichte
Laut Bandleader Shatraug wurde die Band in erster Linie gegründet, um das Demo-Material des Horna-Albums Sudentaival unterzubringen, zum anderen um die „ultimative satanische Verehrung zu formulieren“. Zwei Jahre nach ihrer Gründung spielte die Band ihre ersten beiden Demos ein, mit den Namen Nockmaar und Heralding Breath of the Pestilence. Die damalige Besetzung bestand aus Shatraug und Lord Volos. Es folgte die Demo Tyranny Returns mit wieder anderer Besetzung, bis schließlich die endgültigen Bandmitglieder Hoath Torog und Horns von der Gruppe Behexen dazustießen.
Nach einer Split-CD mit Merrimack erschien 2003 ihr erstes Album, das den Namen Satanic Black Devotion trägt. Shatraug versuchte sich erstmals auch am Mikrophon und die Texte eines Liedes waren von Mitgliedern der schwedischen Black-Metal-Band Woods of Infinity verfasst worden. Im darauf folgenden Jahr erschienen drei Splits mit den Bands Temple of Baal, Horned Almighty sowie Funeral Elegy.

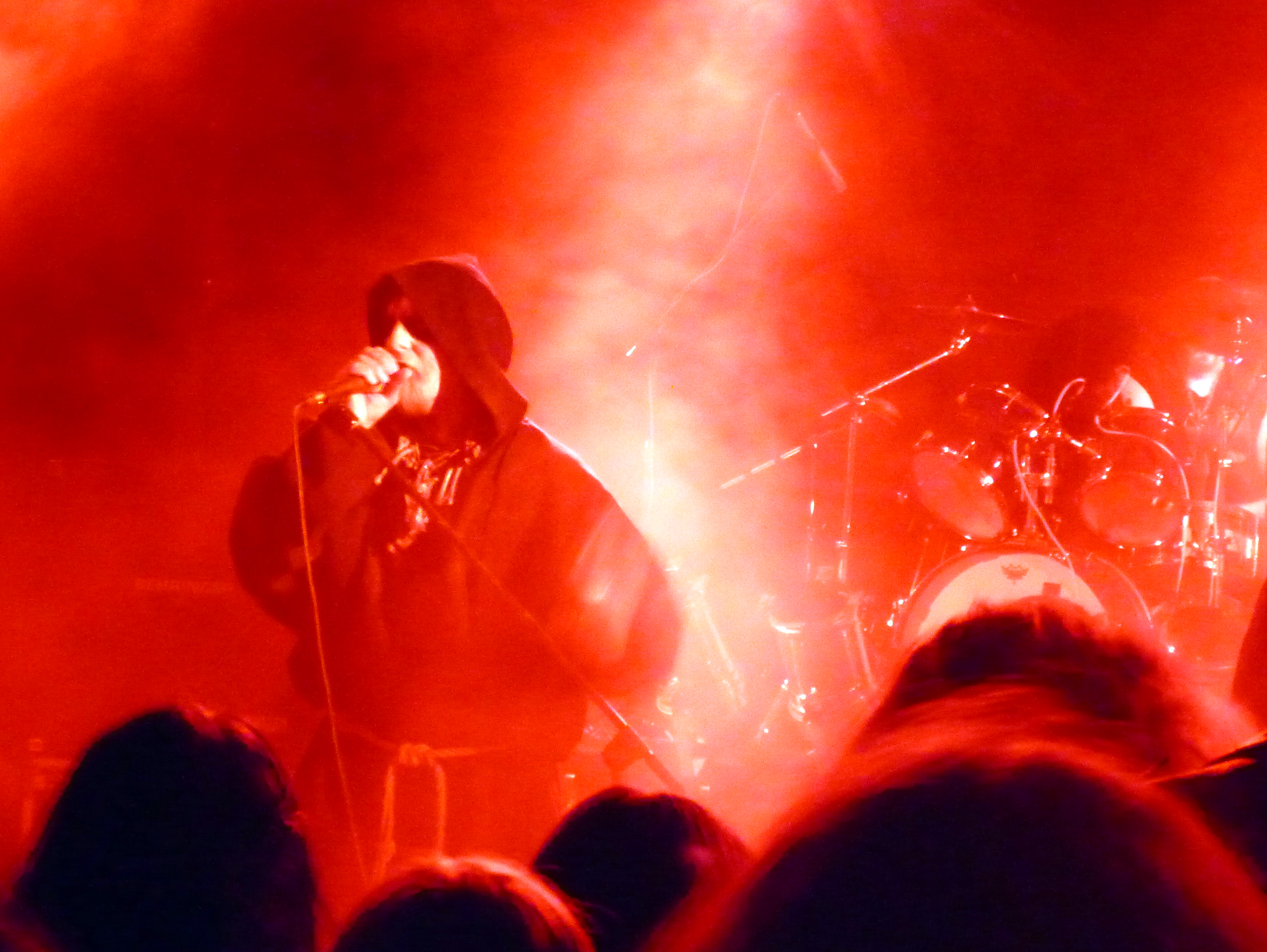
Hoath Torog auf dem Barther Metal Open Air 2010

Es sollte noch eine Kompilation erscheinen, bis die Band sich 2005 ihr zweites Album Disciple of the Heinous Path veröffentlichte. Das Album wurde zwar bereits 2001 geschrieben und komponiert, jedoch erst vier Jahre später eingespielt. Die Kritiken fielen gemischt aus.
Im Jahr 2006 wurde ein weiterer Split mit der US-amerikanischen Black-Metal-Band Bahimiron in Umlauf gebracht. 2008 veröffentlichte die Band eine EP mit dem Namen The Dark Embrace. Gegen Ende desselben Jahres, am 10. Dezember wurde bekannt gegeben, die Band plane eine The Heinous Path Tour durch Europa mit Lord Sarcofagion und seiner Baptism-Live-Formation sowie mit den Norwegern von Celestial Bloodshed. Allerdings trat die Band erst nach der Veröffentlichung von Let the Devil In erstmals live auf.
2010 erschien Sargeists drittes Album Let the Devil In. 2011 erschienen das Lied Crimson Wine, das entstand, als die EP The Dark Embrace aufgenommen wurde., auf einer Split-Veröffentlichung mit Drowning the Light, und die EP Lair of Necromancy mit zwei Stücken, die ungefähr im gleichen Zeitraum wie Let the Devil In entstanden und zusammen mit diesen aufgenommen wurden, jedoch nicht auf das Album passten und deshalb separat veröffentlicht wurden.

## Ausrichtung
Shatraug beschreibt Sargeist als reinen Black Metal, was der einzige philosophisch beschreibende Begriff für ihre Musik sei. Diese könne als „melodisch, episch und triumphierend in all ihrer grimmigen Hingabe“ beschrieben werden. Ihr drittes Album Let the Devil In ist laut Shatraug von einer starken persönlichen und musikalischen Entwicklung der Musiker geprägt, sollte aber noch als Sargeist-Album erkennbar sein. Auf dem Album sind durchgehend vier Gitarren zu hören, dem neuen Bassisten wurden bei seinen Spuren alle Freiheiten gelassen. Der Abwechslungsreichtum nahm mit dem folgenden Album Feeding the Crawling Shadows zu. Die seltenen Konzerte der Band bezeichnet er als Live-Rituale, die ein „(un)natürliches Appendix der Musik“ seien; Sargeist live zu sehen, sei „eine sowohl gespenstische als auch trance-induzierende Erfahrung, definitiv nicht die typische Headbanger-Erfahrung“.
Laut Shatraug sind alle Mitglieder von Sargeist Satanisten und glauben an eisernen Willen und Disziplin, an die antreibende Kraft in ihren Seelen, die von der schwarzen Flamme Satans geführt würden. Auf die Frage, ob er von Anton Szandor LaVeys Vorstellungen von Satanismus beeinflusst sei und was er von der Organisierung von Religion halte, entgegnete er, jede okkulte Gruppe habe einige gute Ideen, er persönlich fühle sich jedoch eher Thelema nahe. Er sei sich nicht sicher, was die höchsten Interessen der anderen Mitglieder seien. Es gebe jedoch nur eine dunkle Wesenheit hinter ihnen. Shatraug sieht in Satan die „alles zerstörende, alles erschaffende Kraft sowohl des Lebens als auch des Todes, die zu Erleuchtung durch spirituelles Engagement und Kultivierung führt.“
2012 wurde die Band für das Party.San gebucht; da die Veranstalter jedoch Zuschriften bekamen, denen zufolge einzelne Mitglieder eine neonazistische Einstellung verträten, und die Band eine Stellungnahme ablehnte, gingen die Veranstalter davon aus, dass „SARGEIST bzw. deren Sprachrohr hinter den politischen Idealen stehen die man ihnen nachsagt“, und nahmen die Band nach am 5. Januar 2012 wieder aus der Besetzung. Gegenüber dem Sturmglanz-Webzine äußerte die Band jedoch, diese Reaktion sei lächerlich eilig, und keiner der Veranstalter habe Sargeist jemals kontaktiert, sondern ausschließlich die deutsche Agentur der Band; deren Schilderung habe Sargeist so verstanden, dass die Band hätte „falsche Aussagen tätigen und arschkriechen müssen“, um dort spielen zu dürfen. Einer anderen Version zufolge sei die Band Bolt Thrower dafür verantwortlich, was laut Sargeist nicht zum ersten Mal die Ursache für die Absage eines Festivals gegenüber einer Black-Metal-Band sei.

## Diskografie
Demos
- 2001: Nockmaar (MC, Eigenvertrieb; 7”-Vinyl, Lafawijn Records)
- 2001: Heralding Breath of the Pestilence (MC, Warmoon Records)
- 2001: Tyranny Returns (MC, Warmoon Records; CD, Moribund Records; 12”-Vinyl, From Beyond Productions)

Alben
- 2003: Satanic Black Devotion (CD, Moribund Records; 12”-Vinyl, W.T.C. Productions; MC, Children of the Night)
- 2005: Disciple of the Heinous Path (CD, Moribund Records; 12”-Vinyl, W.T.C. Productions; MC, Children of the Night)
- 2010: Let the Devil In (CD, Moribund Records; 12”-Vinyl, W.T.C. Productions; MC, Ancestral Terror Records)
- 2014: Feeding the Crawling Shadows (CD/12”-Vinyl, W.T.C. Productions)
- 2018: Unbound (CD/12”-Vinyl, W.T.C. Productions)

EPs
- 2008: The Dark Embrace (7”-Vinyl, Moribund Records)
- 2011: Lair of Necromancy (7”-Vinyl, Moribund Records)
- 2019: Death Veneration (CD/12”-Vinyl, W.T.C. Productions)

Split-Veröffentlichungen
- 2002: Merrimack/Sargeist (7”-Vinyl, Moribund Records)
- 2004: Sargeist/Temple of Baal (7”-Vinyl, Grievantee Productions)
- 2004: Sargeist/Horned Almighty – In Ruin & Despair/To The Lord of Our Lives (12”-Vinyl, Hearse Records; CD, Moribund Records)
- 2004: Sargeist/Funeral Elegy (MC, Paleur Mortelle Productions)
- 2006: Sargeist/Bahimiron (7”-Vinyl, Obscure Abhorrence Productions)
- 2011: Sargeist/Drowning the Light – Crimson Wine/As the Blood Flows On (7”-Vinyl, Moribund Records)

Kompilationen
- 2005: Funeral Curses (MC, Adversary Productions)
- 2013: The Rebirth of a Cursed Existence (CD/12”-Vinyl, W.T.C. Productions)

Boxsets
- 2015: Black Devotion Will Let the Devil In (5xCD, Dissonance Productions)

Beiträge auf Kompilationen (Auswahl)
- 2002: Sinister Glow of the Funeral Torches (Studio Track) auf Jesus Wept / Black Arts comp #1 (Black Arts Productions)
- 2002: Rebirth of a Cursed Existence auf Jatkosota – Finnish Dark / Black Metal Compilation (Woodcut Records)
- 2003: Vorax Obscurum auf Tormenting Legends (Blut & Eisen Productions)
- 2007: Remains of an Unholy Past (Edit) auf Moribund "Death Cult" Vol #1 (Moribund Records)
- 2008: Black Unholy Happiness auf Finnish German Alliance (W.T.C. Productions)